# Міст у Руані. Дощовий день
Міст у Руані. Дощовий день — картина художника Каміля Піссарро (1830—1903), представника французького імпресіонізму.

## Руан і Піссарро
Немолодий художник у пошуках нових мотивів для творів поїхав до Руану. Це досить дивно лише для тих, хто звик до сільських краєвидів Піссарро, яких він і справді намалював багато. Але його дальні подорожі надзвичайно стримували бідність і велика родина. А ще замолоду він дістався навіть Венесуели.
Портове місто розташоване теж на річці Сена, як і Париж. Художник уважно вдивлявся в місто, де були і недобудований собор доби готики, і порт, і нова міська забудова, яку лаяли за хаотичність і потворність. Бізнесовий Руан не став значним центром мистецтв. І пам'ять підказувала лише два-три імені, якось пов'язані з Руаном — серед них Теодор Жеріко, який швидко перебрався до Парижа. Піссарро, як всі подорожні, чіплявся очима за незвичне, за те, що не побачиш в інших містах. Так, він декілька разів писатиме Руанський собор з боку вулиці Епісері. Але найбільше його вразили міст через річку та порт.

## Урбанізм у Руані

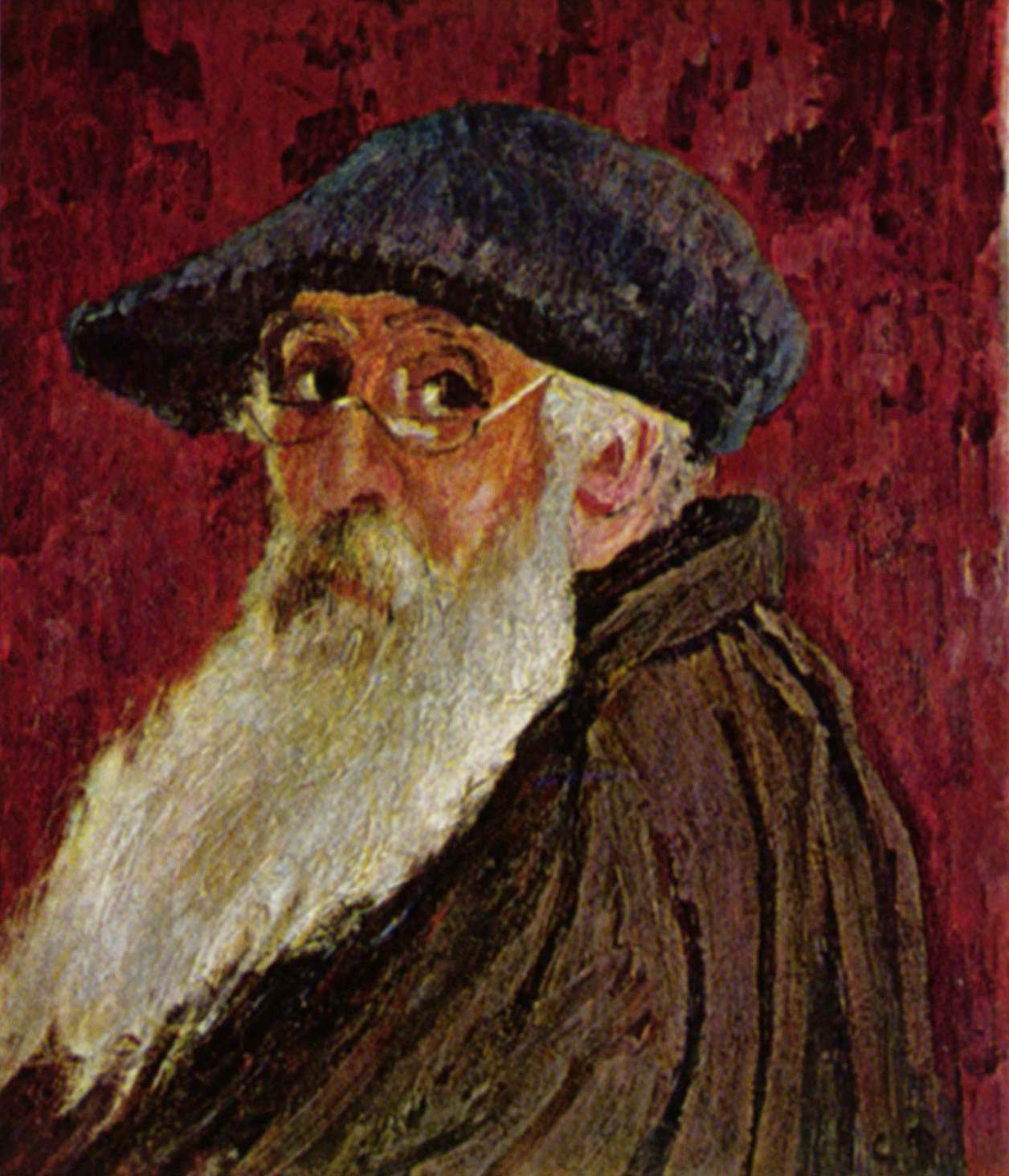
Автопортрет Піссарро, 1898 рік. Нью-Йорк.

Місто ревіло сиренами човнів, вигуками вантажників, лязгало механізмами. Цей гуркіт перекривав спокійні голоси людей і тупотіння коней, балачки натовпу. Натовп і метушня в Руані вражали найбільше. Бо цей натовп відрізнявся від натовпу в Парижі, більш спокійого і заможного, впевненого в собі.
Художник узявся до роботи і правдиво переніс на полотно і розбурханий порт, і руанський натовп, і нову міську забудову, якою забудовувалися також й бульвари Парижа.
Картину придбали заможні подорожні з Америки. Вона потрапила до канадського Торонто, у місцеву Художню галерею Онтаріо.